# Jardín Botánico de Calcuta
El Jardín Botánico de Calcuta (inglés: Acharya Jagadish Chandra Bose Indian Botanic Garden anteriormente conocido como Indian Botanic Garden, es conocido corrientemente como Calcutta Botanical Garden, y anteriormente como Royal Botanic Garden, Calcutta), es un jardín botánico de 109 hectáreas de extensión en Howrah en el estado indio de Bengala Occidental. 
Su código de reconocimiento internacional como institución botánica, así como las siglas de su herbario es CAL.

## Localización
Está situado en el barrio residencial de "Shibpur", en la ciudad de Howrah próxima a Calcuta.
Acharya Jagadish Chandra Bose Indian Botanic Garden Botanical Survey of India Shibpur, Howrah, West Bengal, 711 103 India.
Planos y vistas satelitales.22°33′38.87″N 88°17′13.25″E / 22.5607972, 88.2870139
Al "Indian Botanical Gardens" se puede llegar en ferry con salida de "Bichali Ghat", en Metiabruz. Actualmente, un recorrido cómodo para llegar es cruzando el puente Vidyasagar Setu y saliendo en una de las salidasque conduce al jardín. 
Este jardín botánico administra al Jardín Botánico de Darjeeling, como jardín botánico satelital.

## Historia
El jardín botánico fue fundado en 1787 por el Coronel Robert Kyd, un oficial del ejército de la British East India Company, primordialmente con el propósito de identificar nuevas plantas de valor comercial, tales como la teca, y cultivar [èspecia]]s para el comercio. El botánico Joseph Dalton Hooker dijo del jardín botánico "Entre sus grandes logros se le podían considerar la introducción de las plantas de té procedentes de China ... el establecimiento de los cultivos del té y su comercio en los Himalayas y Assam así como casi totalmente el trabajo de los superintendentes de los jardines de Calcutta y Seharunpore (Saharanpur)."

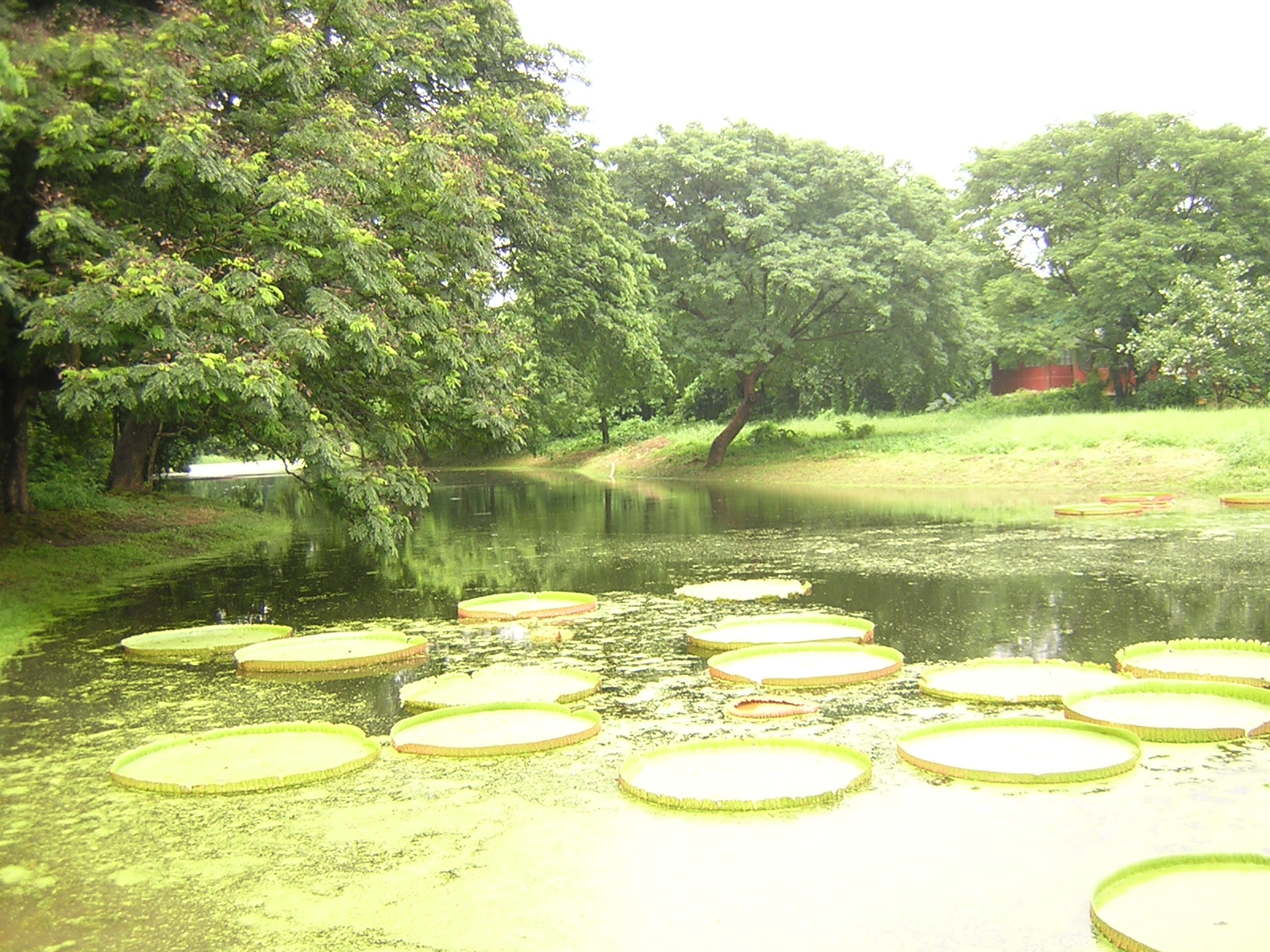
Un estanque en el "Indian botanical garden".

El mayor cambio en la política administrativa del jardín fue introducida por el botánico William Roxburgh al poco de ser nombrado superintendente del jardín en 1793. Roxburgh trajo al jardín plantas procedentes de todo el territorio de la India y desarrolló un extenso herbario Durante los veinte primeros años especialmente en la superintendencia de Nathaniel Wallich, este "... contribuyó con más plantas tropicales tanto de uso agícola como ornamental a los jardines públicos y privados de todo el mundo que cualquier otro establecimiento anterior o posterior. ... Aquí se alude al gran "Indian herbarium", reunido por el equipo del jardín botánico bajo la dirección de Dr. Wallich, y distribuido en 1829 a los principales museos de Europa." Esta colección de especímenes de plantas desecadas formó el núcleo del "Central National Herbarium" de la "Botanical Survey of India", que comprende 2,500,000 pliegos. 

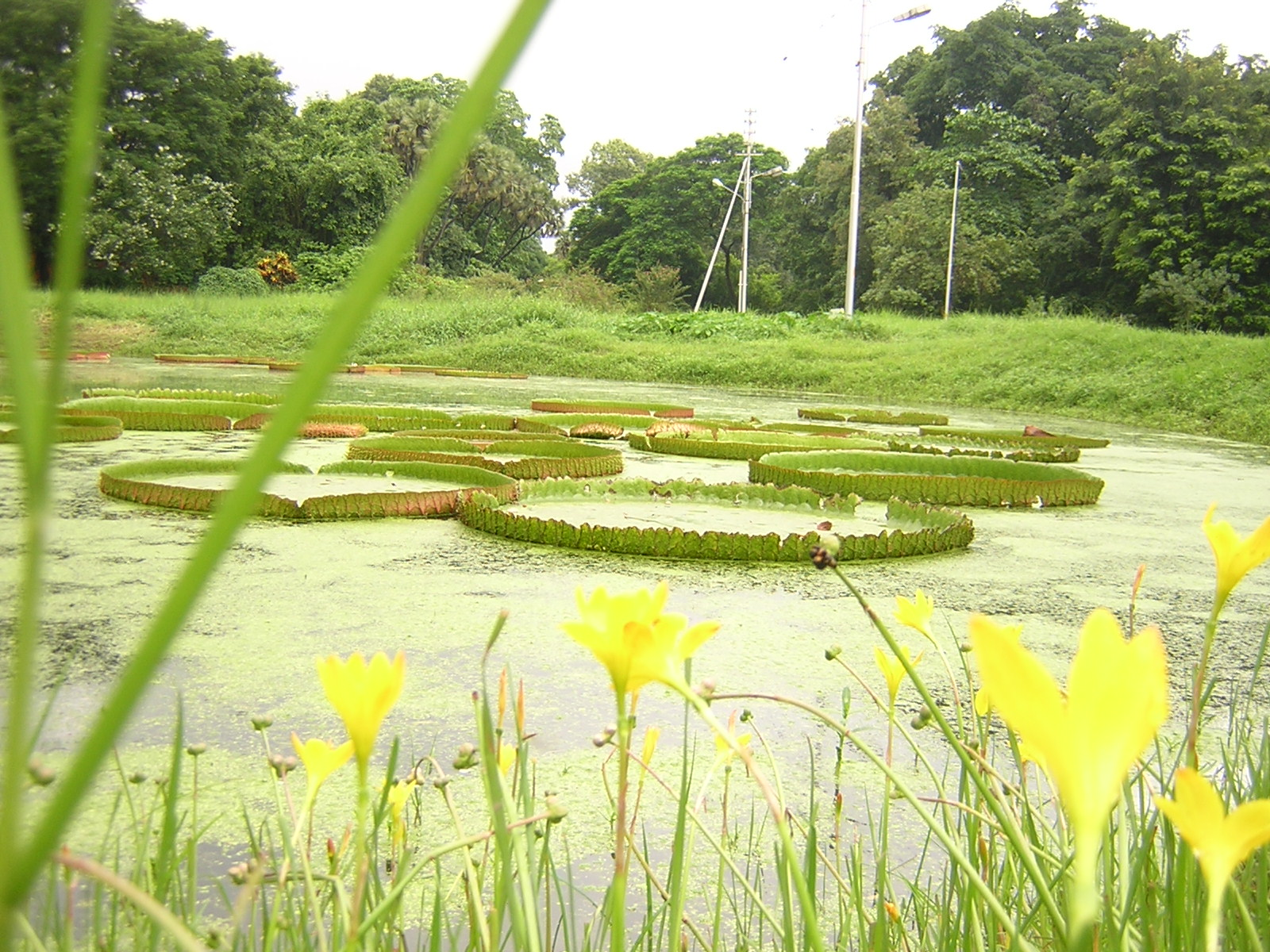
Lirios de agua.

A través de los años se han diseñado unas exposiciones atractivas para el público de las plantas existentes incluso con las que se encuentran en un seguimiento científico. Durante la década de 1970 el jardín ha iniciado un programa para introducir mejoras en las especies de interés agrícola y económico para aumentar los rendimientos económicos de los agricultores de la India. 
El Indian Botanic Garden fue designado como Acharya Jagadish Chandra Bose Indian Botanic Garden el 25 de junio del año 2009 en honor de Jagadish Chandra Bose científico bengalí polímata de Ciencias Naturales. 

## Colecciones

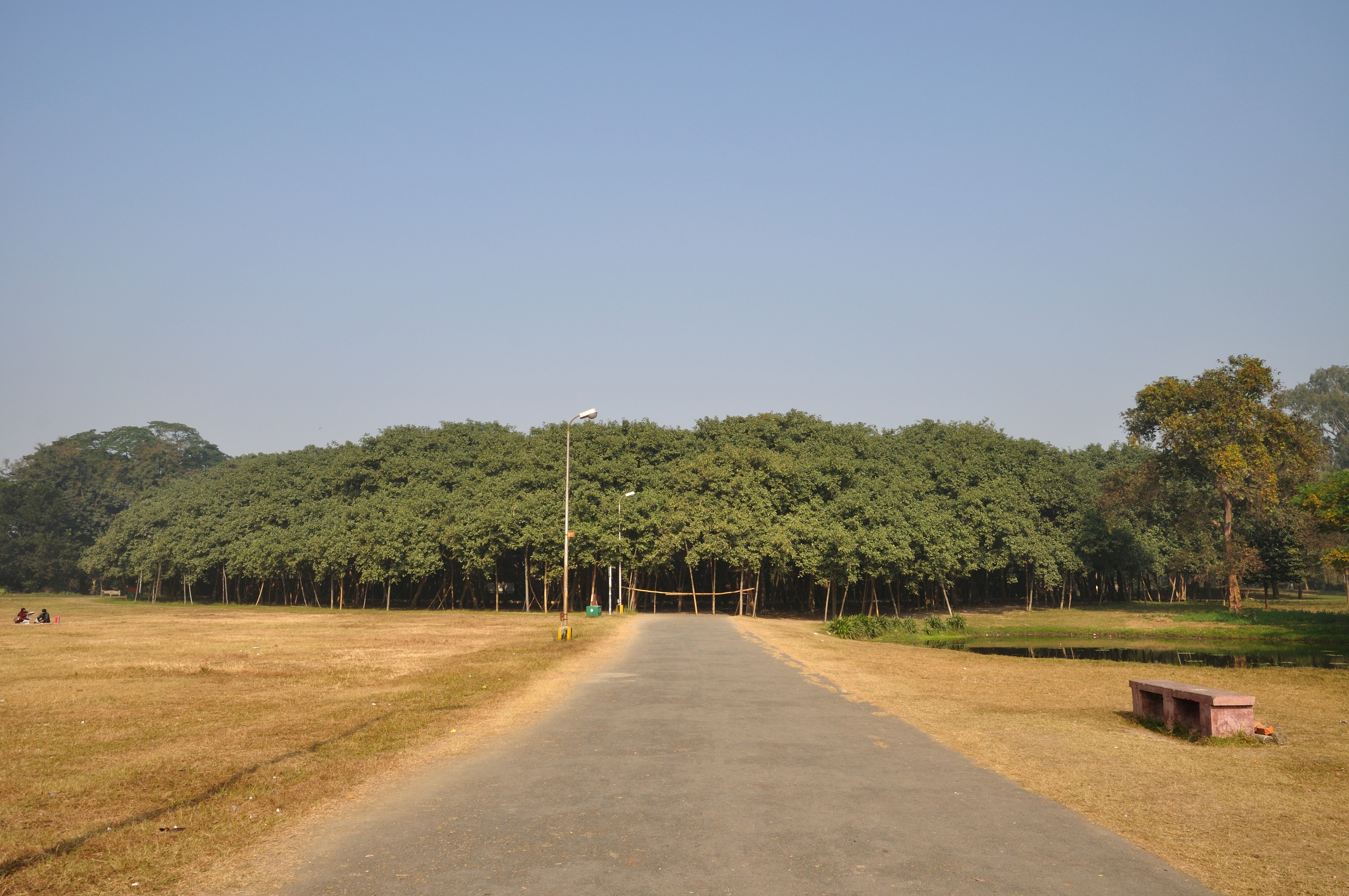
El gran bayano con unos 330 metros de circunferencia.

Actualmente en el jardín botánico exhibe una amplia variedad de plantas raras con unos 12,000 especímenes. Está bajo la administración del "Botanical Survey of India" (BSI) perteneciente al "Ministry of Environment and Forests" (Ministerio de Medioambiente y Bosques), Gobierno de la India.
Entre sus colecciones destacan:
- Plantas de interés económico,
- Plantas medicinales,(450 spp.).
- Palmas con (116 spp.), siendo uno de los mayores refugios de palmas del sureste de Asia, muchas de cuyas especies tienen un gran potencial de interés tanto agrícola económico, como de interés doméstico para las familias así como de uso hortícola. Se tiene un especial énfasis en la conservación y multiplicación en especies amenazadas y en peligro.
- Bambuseae (26 spp.),
- Orchidaceae (80 spp.),
- Jasmines (25 spp.),
- Lirios de agua (30 cultivares de 4 spp.),
- Pandanus,
- Bougainvillea (148 cvs.),
- Colección de cítricos,
- Plantas suculentas (100 spp.),

[Fuente: Acta Horticulturae]
El espécimen más conocido del jardín es el "The Great Banyan", un enorme árbol banyano (Ficus bengalhensis) que está reconocido como el árbol de mayor envergadura en el mundo, con más de 330 metros de circunferencia.